# القس ويليام هوغارث تاور
ويليام هوغارث تاور (1871-1950)، من ولاية نيوجيرسي، في الولايات المتحدة الأمريكية، وهو قس أمريكي وجامع للطوابع البريدية، وقد أنشأ "غرفة للطوابع" في جامعة برينستون.

## هواية جمع الطوابع
أنشأ ويليام تاور عددًا من مجموعات الطوابع، ركزت كل منها على جانب واحد من هواية جمع الطوابع. وشملت مجموعاته تاريخ البريد الإنجليزي، ومعظمها من فترة عدم وجود طوابع بريدية قبل اختراع الطوابع، بالإضافة إلى مجموعة متخصصة من أغلفة الحرب والمواد الطوابعية المتعلقة بأبراهام لينكولن.

## نشاطهُ الطوابعي
نجح ويليام تاور في إقناع جامعة برينستون بإنشاء "غرفة طوابع" أكاديمية تضم موادًا طوابعية، مثل الطوابع البريدية، والأغلفة الملغاة، وغيرها من المواد التاريخية التي تتضمن القرطاسية البريدية، وعيّنته الجامعة أمينًا عليها. وبمساعدة جمعية هواة جمع الطوابع الأمريكيين، تمكن من جمع مواد طوابعية لاستخدامها في غرفة الطوابع.

## التكريم
ادرج اسمهُ في قاعة مشاهير الجمعية الأمريكية لهواة طوابع البريد عام 1951.